# Czerwone diablęta

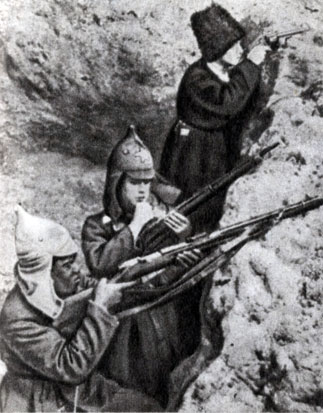
Kadr z filmu

Czerwone diablęta (ros. Красные дьяволята, Krasnyje djawolata; gruz. წითელი ეშმაკუნები) – radziecki czarno-biały film niemy z 1923 roku w reżyserii Iwana Perestianiego. Jest to dwuseryjny film przygodowy powstały według scenariusza Pawła Blachina. Role głównych bohaterów zagrali młodzi artyści cyrkowi  – Pawieł Jesikowski, Sofija Żozeffi oraz Kador Ben-Salim. Film prezentuje przygody trzech młodych żołnierzy Armii Czerwonej: Miszy, Duniaszy oraz Toma Jacksona, afroamerykańskiego akrobaty. Premiera filmu odbyła się 25 września 1923 w Tyflisie, zaś 30 listopada 1923 w Moskwie.
Film o charakterze sensacyjnym wzorujący się formalnie na kowbojskich filmach Thomasa Ince’a, wyraźnie umieszczony w czasie i przestrzeni. Chodziło o epizod z wojny domowej, o walki konne armii Budionnego z anarchistyczną partyzantką Machny.

## Fabuła
Akcja filmu rozwija się na Jekatierinosławszyźnie oraz na wybrzeżu Krymu. Rzecz dzieje się na początku lat 20. Pietrow jest kolejarzem mieszkającym z dwójką nastoletnich dzieci Miszą i Duniaszą w małej, ukraińskiej wiosce. Gdy na osadę napadają kontrrewolucjoniści Pietrow ginie podczas walki, a jego dzieci Misza i Duniasza opuszczają zdewastowaną osadę i wyruszają w drogę. Podczas wędrówki spotykają czarnoskórego ulicznego akrobatę, Toma Jacksona, który zostaje ich przyjacielem. Wszyscy troje trafiają na front, do armii Budionnego, gdzie przeżywają wiele niebezpiecznych przygód.
Film ten cieszył się ogromną popularnością wśród publiczności. Dzięki niemu gruzińska kinematografia oraz Tbilisi (stolica Gruzji) stały się ważnym ośrodkiem kinematografii radzieckiej. Film utrzymywał się na ekranach w wersji niemej do roku 1942, w roku następnym został udźwiękowiony.

## Obsada
- Pawieł Jesikowski jako Misza
- Sofija Żozeffi jako Duniasza
- Kador Ben-Salim jako Tom Jackson
- Władimir Sutyrin jako Machno
- Nikołaj Nirow jako Garbuzienko
- Swietłana Luks jako Oksana
- G. Leini jako Pietrow
- Konstantin Dawidowski jako Budionny
- Zakaria Beriszwili jako bandyta
- Gieorgij Makarow jako bandyta

Dalsze serie przygód głównych bohaterów ukazano w poniższych filmach:.
- Sawur-Mogiła (Савур-могила)
- Zbrodnia kniahini Szirwanskiej (Преступление княжны Ширванской)
- Kara kniahini Szirwanskiej (Наказание княжны Ширванской)
- Iłan Dilli (Иллан-Дилли)